# Cryptocephalus strigosus
Cryptocephalus strigosus es una especie de insecto coleóptero de la familia Chrysomelidae.
Fue descrita científicamente en 1824 por Germar.